# Mickey à la plage
Pour plus de détails, voir Fiche technique et Distribution.
Mickey à la plage, sorti le 18 avril 1953, est un court métrage de Mickey Mouse.

## Synopsis
Mickey et Pluto vont à la plage. Pluto s'amuse dans les rochers et se retrouve aux prises avec une palourde qui se loge dans sa gueule.

## Fiche technique
- Titre original : The Simple Things
- Autres titres[1] :
  - France : Mickey à la plage
- Série : Mickey Mouse
- Réalisateur : Charles A. Nichols
- Scénario : Bill Berg
- Animateur : Norman Ferguson, Fred Moore[2], Marvin Woodward
- Layout : Lance Nolley
- Décor : Ed Starr
- Effets visuels : Dan MacManus
- Voix : James MacDonald (Mickey), Pinto Colvig (Pluto)
- Producteur : Walt Disney, John Sutherland
- Distributeur : RKO Radio Pictures (cinéma en 1953), Buena Vista Pictures
- Société de production : Walt Disney Productions
- Date de sortie : 18 avril 1953[3]
- Format d'image : Couleur (Technicolor)
- Musique : Paul J. Smith
- Durée : 7 min 1 s[2]
- Langue : (en)
- Pays :  États-Unis

## Voix françaises

### 1erdoublage (exploité dansMickey Jubilé, 1978)
- Roger Carel : Mickey Mouse

### 2edoublage (1990)
- Jean-Paul Audrain : Mickey Mouse

## Commentaires
Ce film, qui donne d'ailleurs davantage la vedette à Pluto, est le dernier court métrage de Mickey avant 1983.
C'est également la dernière contribution de l'animateur Fred Moore à une production Disney.
Après la production de ce film, il a fallu attendre trente ans avant qu'un nouveau film avec Mickey Mouse ne soit produit, Le Noël de Mickey (1983).